# Полосатая шипоклювка
Полоса́тая шипоклю́вка (лат. Acanthiza lineata) — вид воробьинообразных птиц из семейства шипоклювковых (Acanthizidae). Распространена в Западной Австралии. Водится в открытых лесах и лесных местностях, где доминирует эвкалипт (Eucalyptus) и где есть развитый подлесок.